# Max Karoubi
Max Karoubi (né le 10 novembre 1938 à Tunis) est un mathématicien français d'origine tunisienne.

## Biographie
Max Karoubi est né le 10 novembre 1938 dans une famille juive tunisienne. Après avoir fait ses études secondaires au Lycée d'Oujda au Maroc, puis au Lycée Lyautey à Casablanca et finalement au Lycée Louis-le-Grand dans le 5e arrondissement de Paris, Max Karoubi intègre l'École normale supérieure de 1959 à 1963. Là-bas il obtient sa licence et sa maîtrise en mathématiques et est reçu à l'agrégation de mathématiques en 1962
De 1963 à 1967, il prépare son Doctorat d'État sur la K-théorie sous la direction d'Henri Cartan et d'Alexander Grothendieck tout en étant un attaché de recherche au centre national de la recherche scientifique. Son doctorat en poche, il est nommé Maître de conférences à l'Université de Strasbourg de 1967 à 1972 puis professeur des universités à l'Université Paris Diderot à partir de 1972. Il est également maître de conférences à l'Ecole polytechnique de 1973 à 1989 ainsi que professeur invité à plusieurs institutions de renommée internationale telles que l'Institute for Advanced Study de l'université de Princeton, Université Berkeley et l'université Stanford.
À l'Université Paris Diderot, il continue de travailler pour développer la K-théorie tout en faisant des découvertes significatives et assume plusieurs fonctions administratives. Effectivement, il est membre du conseil de l'université entre 1976 et 1980, directeur de l'UFR des Mathématiques entre 1978 et 1980, directeur de l’unité de recherche associée 212 au CNRS entre 1986 et 1994, fondateur du congrès européen de mathématiques à Paris en 1992, enseignant en 2ème cycle (notamment en calcul différentiel). Responsable de la licence professionnelle “Multimédia et nouveaux métiers” entre 2000 et 2005, organisateur du séminaire de K-théorie algébrique de 1993 à 2003, membre du conseil scientifique de “Sciences et Citoyens” du CNRS jusqu’en 2005 et membre de l'European Mathematical Society et de l'American Mathematical Society.
En 2007, il est nommé professeur émérite à l'Université Paris Diderot et prend sa retraite.

## Prix et distinctions
- 1978: Prix de l'Académie des Sciences Paris[2]
- 1980: Médaille d'argent du CNRS[2]
- 2015: Prix Leloir du gouvernement argentin[2]

## Publications

### Livres
- Max Karoubi, K-theory, Berlin, New York, Springer-Verlag, 1978 (ISBN 978-3-540-08090-9, MR 0488029).
- Max Karoubi et Christian Leruste, Algebraic Topology via Differential Geometry, Cambridge University Press, 1987
- Max Karoubi, Homologie cyclique et K-theorie, Astérisque, Société mathématique de France, 1987 (lire en ligne)

### Articles (sélection)
- Rapport sur K-theorie, in (Pier 2000)
- Max Karoubi, Algèbres de Clifford et K-théorie, vol. 1, coll. « Ann. Sci. Éc. Norm. Sup. » (no 2), 1968, p. 161–270
- Max Karoubi, K-théorie algébrique de certaines algèbres d'opérateurs in (Harpe 1979, p. 254–290)
- Max Karoubi, P. Donovan: Graded Brauer groups and K-theory with local coefficients. Inst. Hautes Études Sci. Publ. Math. No. 38 1970 5–25.
- Théorie de Quillen et homologie du groupe orthogonal. Ann. of Math. (2) 112 (1980), no. 2, 207–257.
- Le théorème fondamental de la K-théorie hermitienne. Ann. of Math. (2) 112 (1980), no. 2, 259–282.